# پرنده‌ی طلایی

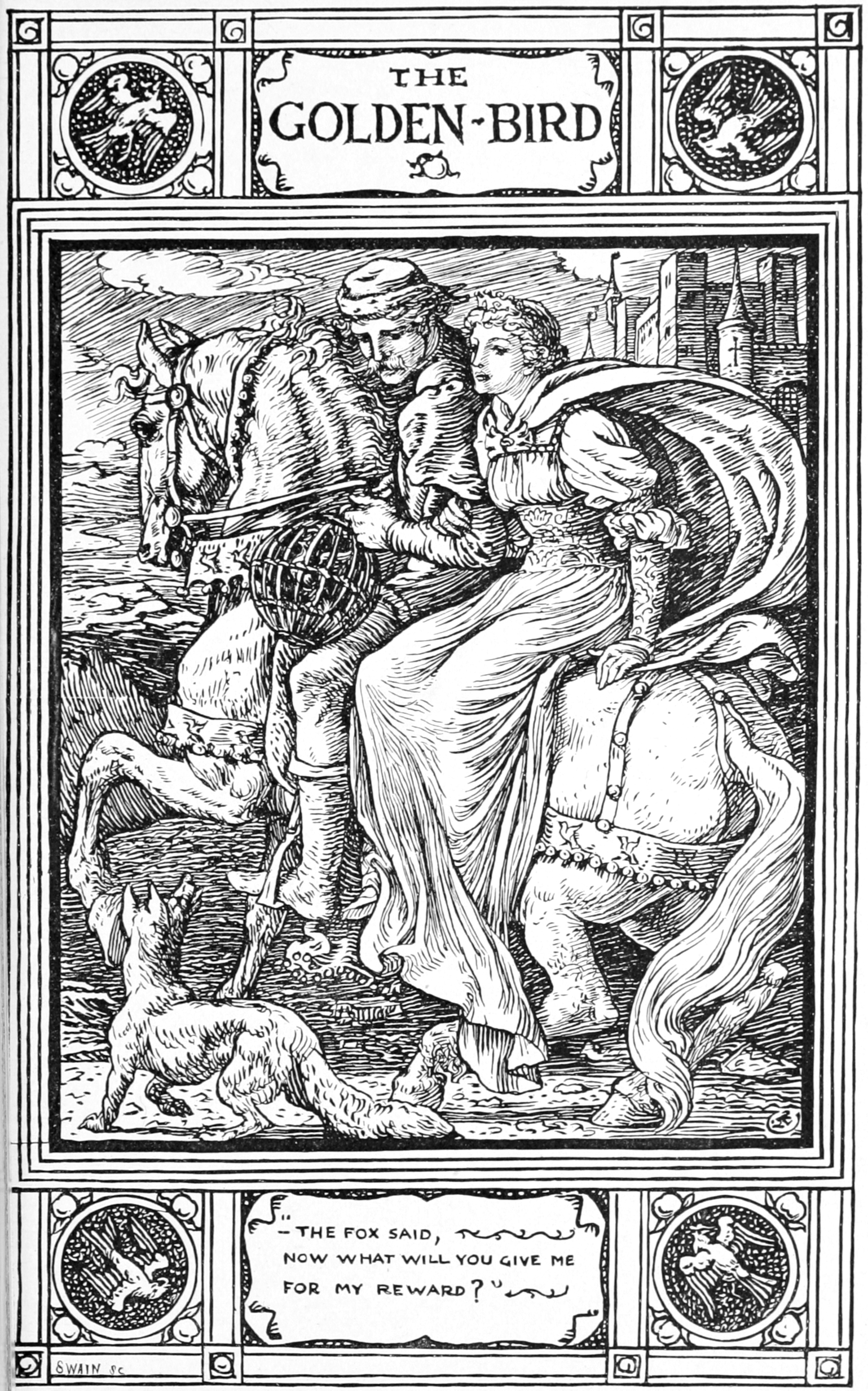
شاهزاده، شاهزاده خانم، اسب و پرنده طلایی داخل قفس را می‌برد و روباه در کنار آنهاست. اثر والتر کرین.

«پرنده طلایی» ( به آلمانی : Der goldene Vogel ) افسانه ای است که توسط برادران گریم (KHM 57) در مورد تعقیب یک پرنده طلایی توسط سه پسر باغبان گردآوری شده و در مجموعهٔ ''قصه‌های کودکان و خانه'' (Kinder- und Hausmärchen) در سال ۱۸۱۲ منتشر شد. 
این داستان با شمارهٔ KHM ۵۷ شناخته می‌شود و از معروف‌ترین قصه‌ها در طبقه‌بندی افسانه‌ها در شاخص آرنه–تامپسون–اوتر به‌عنوان نوع ATU 550 با عنوان «جستجوی پرنده، اسب و شاهزاده‌خانم» شناخته می‌شود.

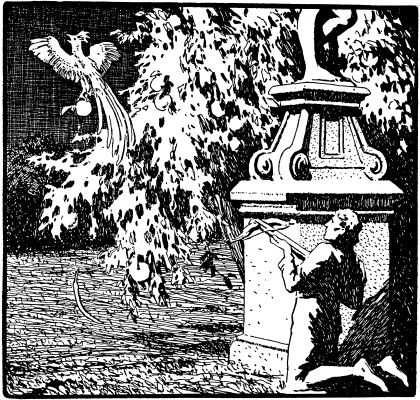
کوچکترین پسر باغبان پرنده طلایی را در باغ پادشاه می بیند

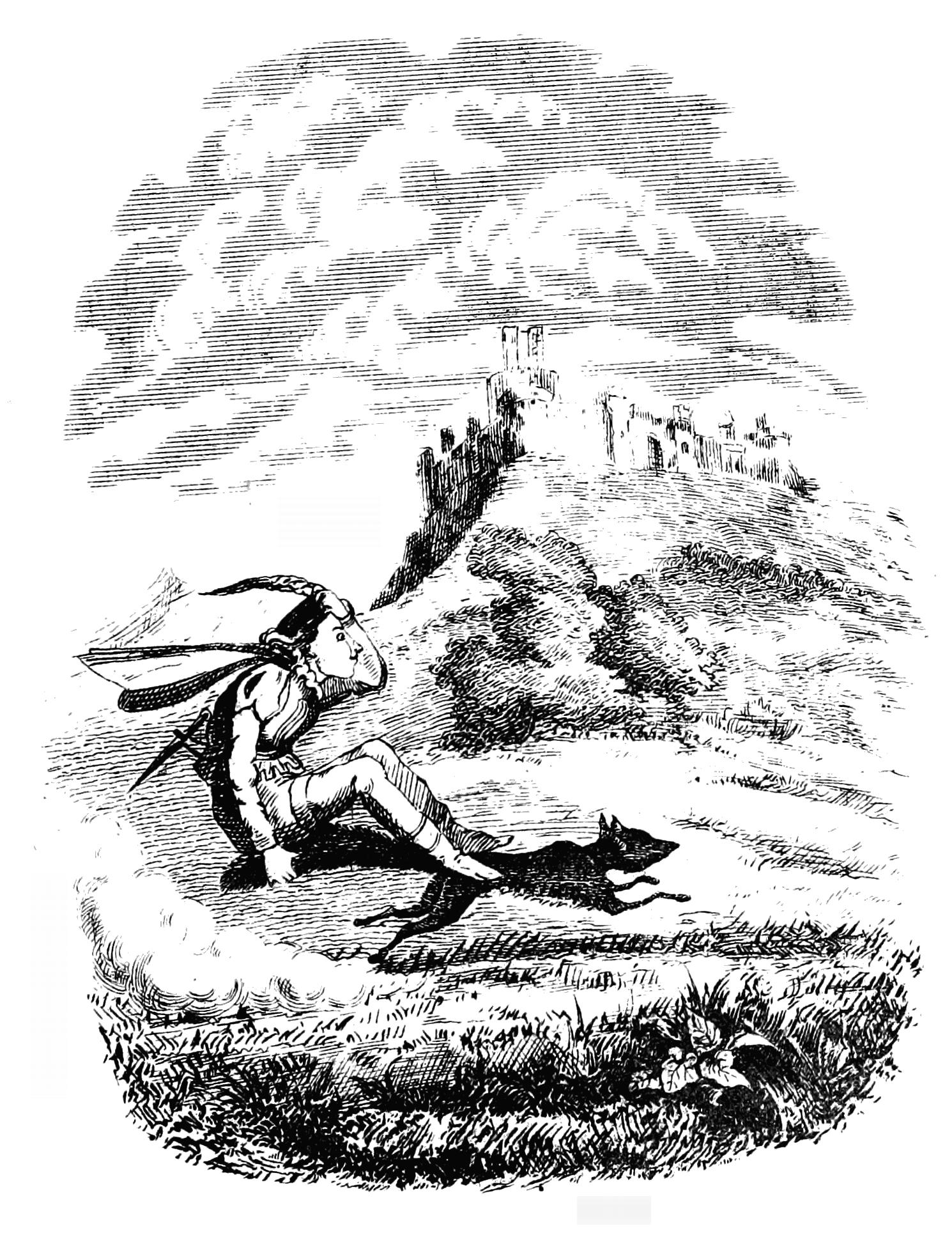
شاهزاده بر پشت روباه سوار می شود. تصویر جورج کرویکشانک برای اجنه گریم ، توسط ادگار تیلور (1823).

## خلاصه داستان
در باغ پادشاهی، هر سال شب‌ها یک سیب طلایی از درخت خاصی دزدیده می‌شود. پادشاه از پسران باغبان خود می‌خواهد که از درخت مراقبت کنند. دو پسر اول شب را خواب می‌مانند، اما پسر سوم بیدار می‌ماند و می‌بیند که دزد یک پرندهٔ درخشان و طلایی است. او سعی می‌کند پرنده را با تیر بزند، اما تنها یکی از پرهای آن را به دست می‌آورد.
پادشاه که تحت تأثیر زیبایی این پر قرار می‌گیرد، مأموریتی برای آوردن خود پرنده تعیین می‌کند. هر سه پسر باغبان یکی پس از دیگری برای یافتن پرنده به سفر می‌روند. در مسیر، آن‌ها با روباهی سخنگو مواجه می‌شوند که به آن‌ها هشدار می‌دهد به کاروانسرای ساده وارد شوند نه مجلل. دو پسر اول هشدار را نادیده می‌گیرند و در کاروانسرای مجلل مشغول عیاشی می‌شوند. پسر سوم توصیه را می‌پذیرد و با هدایت روباه، به قصر پرنده می‌رسد.
روباه به او هشدار می‌دهد که پرنده را از قفس چوبی بردارد و نه از قفس طلایی، زیرا قفس طلایی زنگ خطر دارد. اما پسر سوم نیز دچار وسوسه می‌شود و با برداشتن قفس طلایی، دستگیر می‌شود. پادشاه آن قصر شرط آزادی او و دریافت پرنده را آوردن اسب طلایی خود اعلام می‌کند.
باز روباه به کمکش می‌آید و هشدار می‌دهد که از زین چرمی خاکستری استفاده کند نه زین طلایی. اما بار دیگر، پسر وسوسه می‌شود و با زین طلایی دستگیر می‌شود. حال باید برای پادشاهی دیگر، شاهزاده‌خانمی از قصر طلایی بیاورد. روباه به او هشدار می‌دهد که اجازه ندهد شاهزاده‌خانم از والدینش خداحافظی کند. اما پسر اشتباه را تکرار می‌کند و شاهزاده‌خانم نیز او را مجبور می‌کند تا در ازای آزادی‌اش، تپه‌ای را در طی هشت روز صاف کند. روباه این کار را برایش انجام می‌دهد.
پس از موفقیت در تمام مأموریت‌ها و تصاحب پرنده، اسب و شاهزاده‌خانم، پسر با روباه به راه می‌افتد. روباه از او می‌خواهد که سرش را ببرد تا طلسمی شکسته شود. پسر امتناع می‌کند. روباه نیز به او هشدار می‌دهد که هرگز گوشت اعدامیان را نخرد و در لب رودخانه ننشیند.
در ادامه، پسر درمی‌یابد که دو برادر بزرگ‌ترش که در عیاشی و فساد غوطه‌ور بوده‌اند، اکنون قرار است اعدام شوند. او جان آن‌ها را با پرداخت پول می‌خرد. اما زمانی که در کنار رودخانه نشسته است، برادرانش او را به رود می‌اندازند و خودشان با پرنده، اسب و شاهزاده‌خانم نزد پادشاه بازمی‌گردند.
پادشاه، شاهزاده‌خانم و اسب و پرنده، همه غمگین هستند و دلتنگ کسی‌اند که آن‌ها را به‌دست آورده. روباه بار دیگر پسر را نجات می‌دهد. او در جامهٔ گدایان به قصر بازمی‌گردد و پرنده، اسب و شاهزاده‌خانم فوراً او را می‌شناسند. برادرانش مجازات می‌شوند و پسر با شاهزاده‌خانم ازدواج می‌کند.
در پایان، پسر پیشنهاد روباه را می‌پذیرد، سرش را می‌برد و روباه به شکل اصلی‌اش بازمی‌گردد: برادر شاهزاده‌خانم که توسط جادوگر به شکل روباه درآمده بود.

## تحلیل داستان
داستان «پرندهٔ طلایی» ترکیبی از سه مأموریت یا جستجو است که به ترتیب شامل یافتن پرنده‌ای افسانه‌ای، اسبی با ویژگی‌های خارق‌العاده و شاهزاده‌خانمی زیبا و جادویی می‌شود. این سه مأموریت معمولاً با توصیه‌ها یا هشدارهایی همراه‌اند که توسط حیوانی سخنگو (در اینجا روباه) ارائه می‌شود. در اغلب نسخه‌ها، قهرمان داستان، پسر کوچک‌تر است که اغلب ساده‌دل یا «احمق» (Dümmling) نامیده می‌شود، اما برخلاف ظاهرش، فروتن، شجاع و نیک‌سرشت است.

## منشأ داستان
نسخه‌ای مشابه از این داستان با نام «کبوتر سفید» (Die weisse Taube) در سال ۱۸۰۸ جمع‌آوری شده و در اولین چاپ مجموعه برادران گریم منتشر شده است. شخصیت پسر کوچک در برخی نسخه‌ها «Dümmling» و در نسخه‌های بازسازی‌شدهٔ مدرن‌تر، «ساده‌دل» یا «ابله» نامیده شده است.

## شخصیت روباه
روباه در این داستان به‌عنوان یار وفادار قهرمان ظاهر می‌شود و در تمامی مراحل دشوار یاری‌اش می‌دهد. در پایان، مشخص می‌شود که او برادر شاهزاده‌خانم است که در قالب روباه جادویی به دام افتاده بود. چنین یاری توسط حیوانات سخنگو، در بسیاری از افسانه‌ها، از جمله داستان‌هایی با شخصیت‌هایی چون گرگ، شیر، خرس و خرگوش نیز دیده می‌شود.

## ارتباط با دیگر افسانه‌ها
این داستان با افسانه‌هایی نظیر «پرندهٔ آتشین و گرگ خاکستری»، «چگونه ایان دیرک شاهین آبی را یافت»، و «ایوان و پری دریایی طلایی» مشترکاتی دارد. همچنین پرندهٔ طلایی در این داستان شباهت‌هایی به ققنوس افسانه‌ای، پرندهٔ هزارصدا در فرهنگ‌های خاورمیانه‌ای، و پرندهٔ آتشین در افسانه‌های اسلاوی دارد.

## نتیجه‌گیری
پرندهٔ طلایی یکی از غنی‌ترین و چندلایه‌ترین افسانه‌های گریم است که عناصر شجاعت، وفاداری، ساده‌دلی، و خیانت را در قالب مأموریت‌های ماجراجویانه به تصویر می‌کشد. این داستان نه‌تنها در ادبیات کودکان بلکه در تحلیل‌های اسطوره‌شناختی و روان‌شناختی نیز جایگاه مهمی دارد.